# Commissaire X dans les griffes du dragon d'or
Pour plus de détails, voir Fiche technique et Distribution.
Commissaire X dans les griffes du dragon d'or (titre original en allemand : Kommissar X – In den Klauen des goldenen Drachen) est un film d'espionnage italo-autrichien réalisé par Gianfranco Parolini, sorti en 1966.
Il s'agit du troisième film de la série Commissaire X (de), adaptée des dime novels de Bert F. Island et produite par Theo Maria Werner.

## Synopsis
Le professeur Akron a inventé un filtre spécial, qui amplifie des millions de fois le faisceau laser. Avec ce filtre, des centaines de milliers de personnes pourraient être tuées. L'organisation du "Dragon d'or" veut acheter le filtre du professeur Akron et lui offre un chèque en blanc et une semaine pour changer d'avis. Craignant pour sa vie et celle de sa fille Sybille, le professeur appelle Commissaire X à l'aide.
Il vient avec le capitaine Tom Rowland à Singapour. Il subit cinq attaques avant de rencontrer le professeur. Malgré une surveillance intensive, l'organisation enlève Sybille Akron afin d'obtenir le filtre. La recherche du dragon d'or amène le commissaire X dans la vieille cité chinoise et vers Li Hu Wang, qui domine le marché de Singapour.

## Fiche technique
- Titre : Commissaire X dans les griffes du dragon d'or
- Titre original : Kommissar X – In den Klauen des goldenen Drachen
- Réalisation : Gianfranco Parolini sous le nom de "Frank Kramer", assisté de Bata Stojanovic et de Richard Richfield.
- Scénario : Stefan Gommermann, Gianfranco Parolini sous le nom de "Frank Kramer", Theo Maria Werner (non crédité)
- Musique : Mladen Gutesha (de) ("Bobby Gutesha")
- Direction artistique : Miodrag Miric, Milan Todorovic
- Costumes : Jelisaveta Gobecki ("Betty Gobec")
- Photographie : Francesco Izzarelli (de)
- Son : Leopoldo Rosi
- Montage : Edmondo Lozzi
- Production : Theo Maria Werner, Ernesto Gentili
- Sociétés de production : Parnass, Avala Film, Cathay, Cinesecolo
- Société de distribution : Constantin Film
- Pays d'origine :  Autriche,  Italie
- Langue : allemand
- Format : Couleurs - 2,35:1 - Mono - 35 mm
- Genre : Espionnage
- Durée : 88 minutes
- Dates de sortie :
  -  Italie : 5 août 1966.
  -  Allemagne : 30 septembre 1966.
  -  France : 26 juin 1968.

## Distribution
- Tony Kendall : Kommissar X
- Brad Harris : Captain Tom Rowland
- Ernst Fritz Fürbringer : Professeur Akron
- Barbara Frey : Sybille Akron
- Carlo Tamberlani : Taylor
- Luisa Rivelli : Shabana
- Gisela Hahn : Stella
- Pino Mattei : Benny
- Jacques Bézard : Charly
- Margareth Rose Keil : Selena
- Nikola Popovic : Li Hu Wang
- M. Ojatirato : Hausdiener Lapore
- Gianfranco Parolini (Frank Littleword) : Rex
- H. Amin : Takato
- Sarah Abdullah : Exotin